# بنك التنمية الكوري
بنك التنمية الكوري ( KDB Bank ) هو بنك تنمية مملوك للدولة في كوريا الجنوبية ويهدف إلى تشجيع التنمية الصناعية في كوريا الجنوبية .
تم تأسيسه في عام 1954 وفقًا لقانون بنك التنمية الكوري لتمويل وإدارة المشاريع الصناعية الكبرى لتسريع التنمية الصناعية في كوريا الجنوبية. 
اعتبارًا من عام ٢٠١٨، احتل بنك التنمية الكوري المرتبة 61 من حيث أكبر البنوك العالمية، وفقًا لقائمة ذا بانكير لأفضل ١٠٠٠ بنك عالمي. لم يكتفِ بنك التنمية الكوري بتعزيز نمو الصناعات الاستراتيجية، بل سهّل أيضًا تحويل الشركات المتعثرة من خلال إعادة الهيكلة وتوفير رأس المال لمشاريع التنمية الاستراتيجية.
منذ عام 2000، قامت بتنويع أنشطتها لتشمل خدمات الاستثمار المصرفي وتعمل كبنك تجاري واستثماري.  ومع ذلك، فهي لاعب رئيسي في إعادة الهيكلة وأنقذت العديد من الشركات الكبرى خلال الأزمة المالية الكبرى، وخاصة في الأزمة المالية الآسيوية عام 1997 والأزمة المالية عام 2008 .

## أنظر أيضاً
- قائمة البنوك في كوريا الجنوبية
- قائمة بنوك التنمية الوطنية